# Lacus Excellentiae

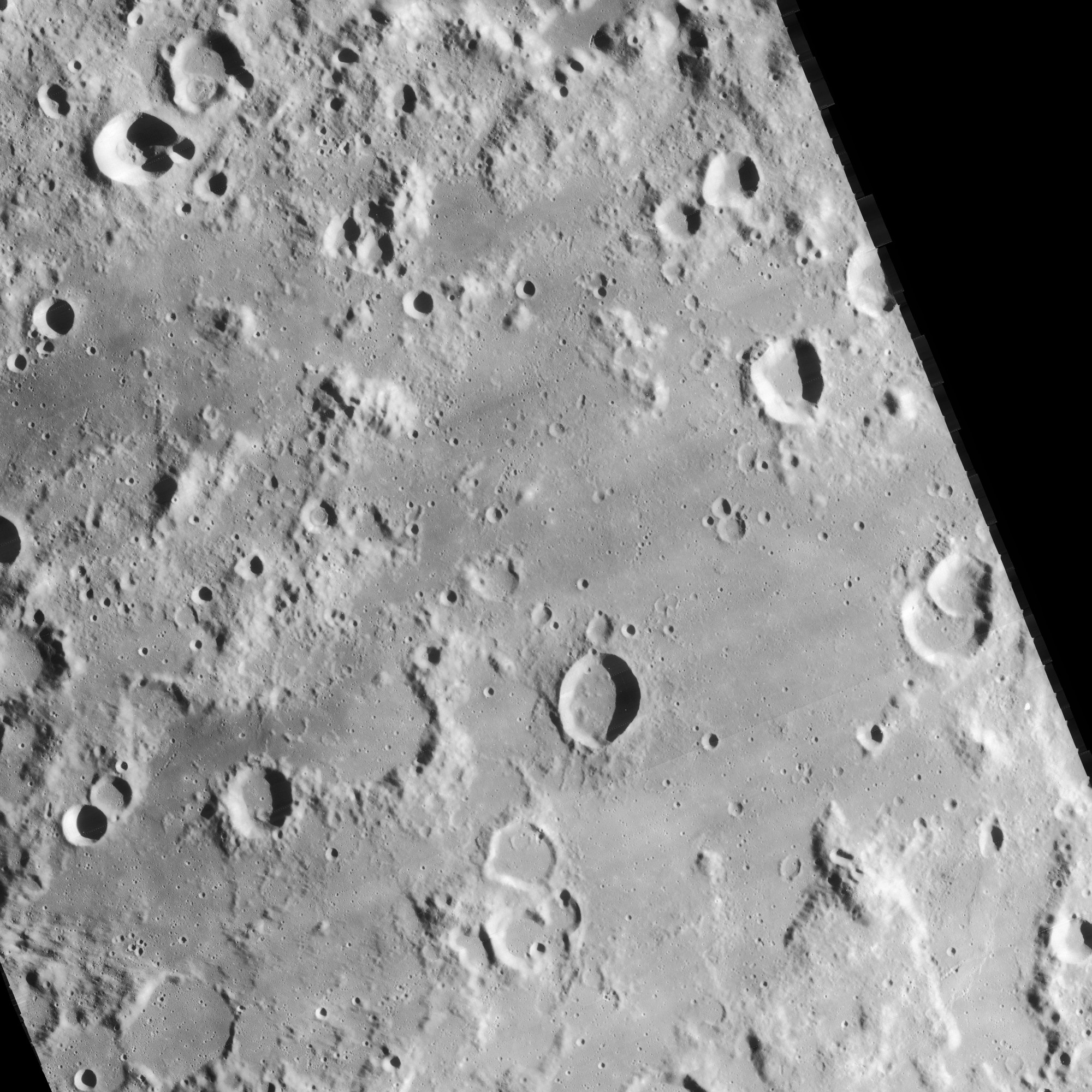
Imatge de la Lunar Orbiter 4 que mostra aproximadament la mateixa extensió que la imatge superior, presa per la missió Clementine.

El Lacus Excellentiae (en llatí, "Llac de l'Excel·lència") és una mar lunar relativament petita. Amb un contorn irregular, està situat en l'hemisferi sud de la Lluna, intercalat en el terreny abrupte que s'estén al sud de la gran Mare Humorum. L'element més destacat dins del diàmetre d'aquesta conca és el petit cràter Clausius. Les coordenades selenogràfiques del centre d'aquest llac són 35.24 Sud; 44.0 Oest. El seu diàmetre envolupant és d'uns 184 km.

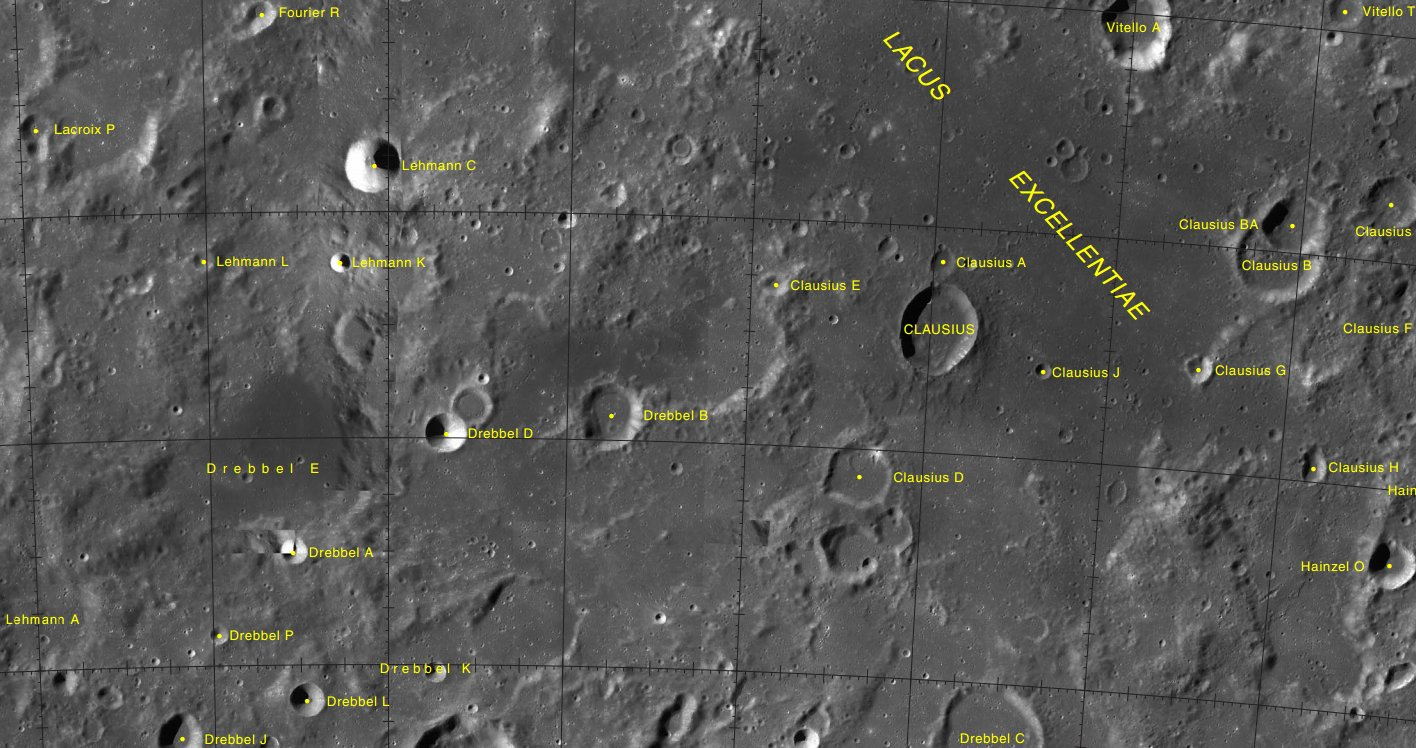
El cràter Clausius, en la riba sud del Lacus Excellentiae

Va ser el lloc triat per a l'impacte de l'orbitador lunar SMART-1. Aquesta sonda es va fer estavellar de forma programada contra la superfície de la Lluna el 3 de setembre de 2006. La col·lisió va ser observada pels astrònoms per determinar les propietats dels materials expulsats. El nom d'aquest llac lunar és una addició relativament recent a la nomenclatura lunar, sent oficialment aprovat en 1976 per l'Assemblea General de la UAI.